# Pachnephorus
Pachnephorus es un género de insecto coleóptero de la familia Chrysomelidae.

## Especies
Las especies de este género son:
- Pachnephorus baeticus Weise, 1882
- Pachnephorus bistriatus Mulsant, 1852
- Pachnephorus canus Weise, 1882
- Pachnephorus corinthius Fairmaire, 1861
- Pachnephorus cylindricus Lucas, 1849
- Pachnephorus fulvus Lopatin, 1976
- Pachnephorus graecus Pic, 1901
- Pachnephorus laevicollis Fairmaire, 1861
- Pachnephorus pilosus Rossi, 1790
- Pachnephorus robustus Desbrocher, 1870
- Pachnephorus ruficornis Lefèvre, 1876
- Pachnephorus silvanae Daccordi, 1977
- Pachnephorus tessellatus Duftschmid, 1825
- Pachnephorus villosus Duftschmid, 1825
- Pachnephorus yemenicus Lopatin, 2001